# Agata Klimek
Agata Klimek, z domu Więckowska (ur. 2 lutego 1968, zm. 6 sierpnia 2018 w Drzewicy) – polska kajakarka, reprezentantka kraju. 

## Życiorys
Była zawodniczką KS Gerlach, reprezentowała Polskę na zawodach krajowych i międzynarodowych. Wielokrotnie zdobywała medale mistrzostw Polski. Była także sędzią kajakarstwa slalomowego.
W latach 1998–2002 zasiadała w Radzie Miasta i Gminy w Drzewicy. W latach 2005–2017 była dyrektorem Gimnazjum im. Jana Pawła II w Drzewicy, w latach 2017–2018 wicedyrektorem Szkoły Podstawowej im. Polskich Olimpijczyków w Drzewicy
Została pochowana na cmentarzu parafialnym w Drzewicy.